# Битва при Эретрии
Морская битва при Эретрии между Спартой и Афинами произошла в сентябре 411 года до н. э. у берегов Эвбеи.

## Фон
Весной 411 года до н. э. эретрийцы с помощью беотийцев изгнали афинян из Оропоса. Этот город был стратегическим пунктом для Афин, поскольку позволял им контролировать всю Эвбею. Кроме того, все коммерческие перевозки осуществлялись через город. Эретрийцы надеялись, что Спарта поможет им положить конец афинскому правлению на Эвбее.

## Битва
К концу лета 411 года до н. э. большой спартанский флот отплыл к Эвбее. Афиняне пытались помешать эвбейцам перейти на другую сторону, отправив в Эретрию эскадру под командованием Тимохара. Однако эретрийцы поддержали спартанцев. Пока афиняне находились в гавани Эретрии для того, чтобы обеспечить себя продовольствием, эретрийцы сигнальным огнём сообщили спартанскому адмиралу Гегесандриду, что настало подходящее время для атаки. Афиняне поспешно сели на борт, но потерпели поражение во время морского сражения, в результате которого афиняне потеряли 22 корабля. Афиняне, пытавшиеся укрыться в Эретрии, были убиты жителями города. Выжили только те, кто решил отправиться в афинскую крепость в Эретрии (вероятнее всего, на полуострове Пезониси).

## Последствия
После битвы почти вся Эвбея перешла на другую сторону. Затем были огромные дебаты о том, заберут ли их афиняне, закончившиеся резнёй эретрийцев.